# São Genjo

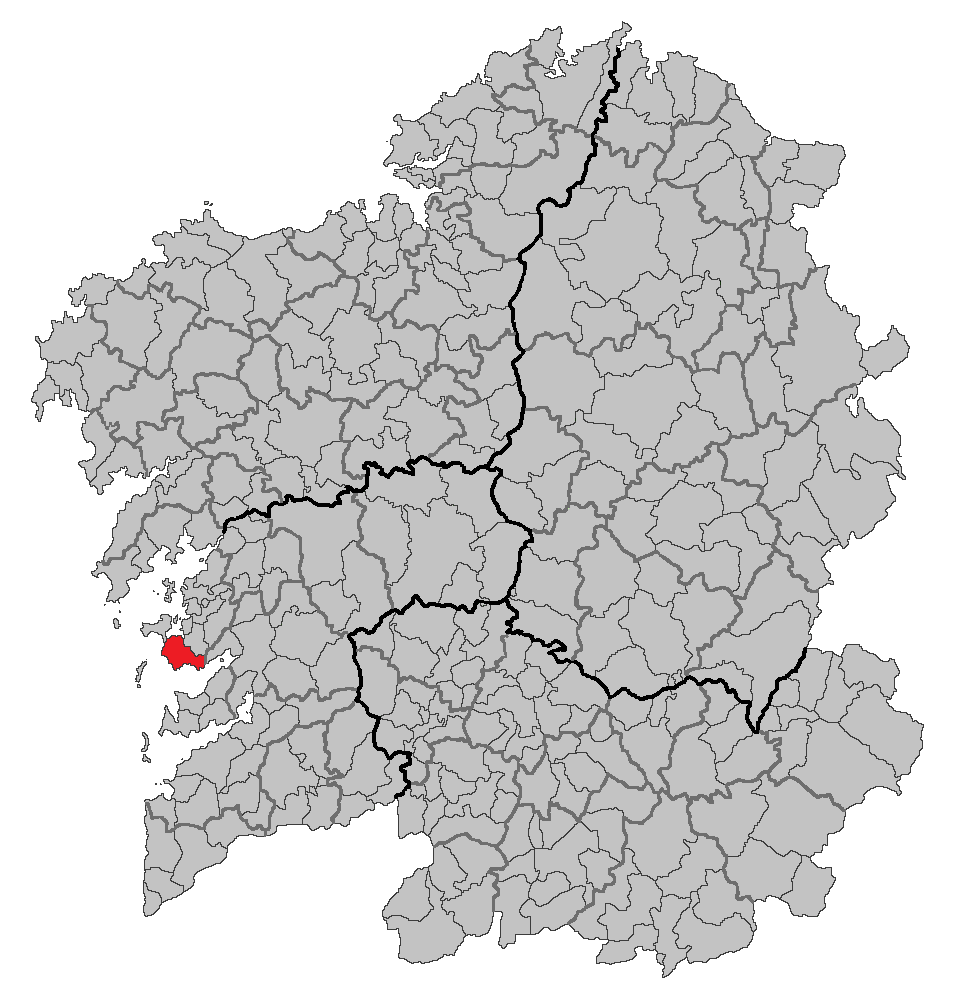
Localização de São Genjo

São Genjo ou Sanxenxo (em castelhano; Sangenjo ou Sanjenjo) (pronúncia em galego: [sanˈʃɛnʃo̝]) é um município da Espanha, na província de Pontevedra, comunidade autónoma da Galiza, com área de 44 km², uma população de 17347 habitantes (2019) e densidade populacional de 362,80 hab/km².
Durante a época balnear, a sua população cresce de uma forma estrondosa, sendo considerada a capital turística da Galiza. Recebe turistas de todos os cantos de Espanha, assim como de diferentes países.
Sanxenxo é o nome oficial em galego segundo a normativa da RAG, sendo os seus habitantes denominados de sanxenxino(a)s (sangenjino(a)s em castelhano e galego reintegrado).

## Origem etimológica
O nome de Sanxenxo procede da forma galega do santo da Igreja Católica Genésio de Arlés (em latim: Sanctus Genesius).

## Demografia

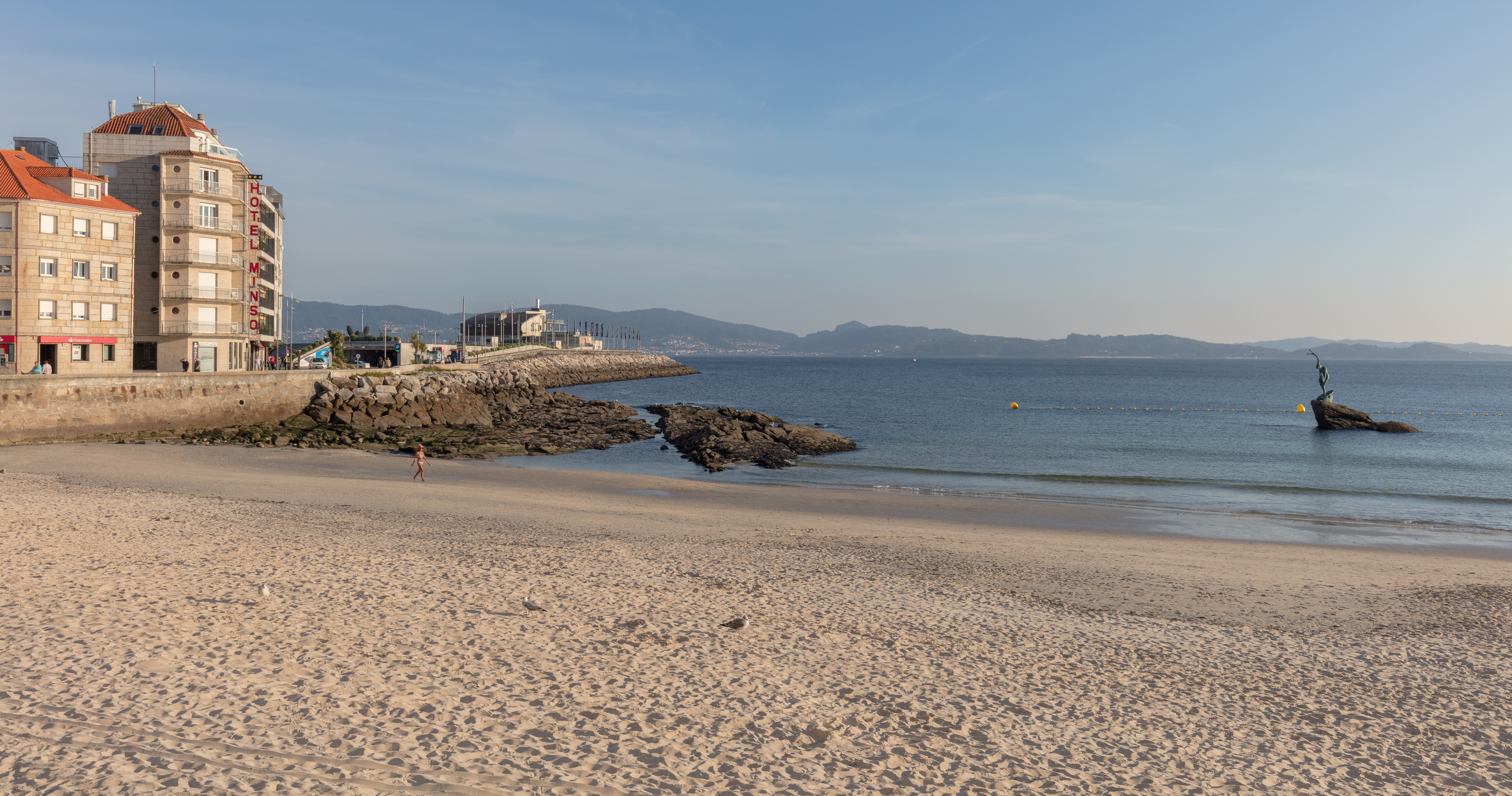
Praia de Silgar, São Genjo

| Variação demográfica do município entre 1991 e 2019 | Variação demográfica do município entre 1991 e 2019 | Variação demográfica do município entre 1991 e 2019 | Variação demográfica do município entre 1991 e 2019 | Variação demográfica do município entre 1991 e 2019 |
| --------------------------------------------------- | --------------------------------------------------- | --------------------------------------------------- | --------------------------------------------------- | --------------------------------------------------- |
| 1991                                                | 1996                                                | 2001                                                | 2004                                                | 2019                                                |
| 15043                                               | 16034                                               | 16098                                               | 16424                                               | 17347                                               |